# Juraj Sagan
Pour les articles homonymes, voir Sagan.
Juraj Sagan (né le 23 décembre 1988 à Žilina) est un coureur cycliste slovaque. Son palmarès comprend notamment quatre titres de champion de Slovaquie sur route. Il a toujours couru avec son frère cadet, Peter.

## Biographie
De 2007 à 2009, Juraj Sagan court pour l'équipe Dukla Trenčín Merida. En 2010, il rejoint l'équipe amateur Albert Bigot 79. En août, il signe dans l'équipe Liquigas-Doimo. Son frère a exigé sa venue pour la durée de son contrat. En 2012, il participe à Paris-Roubaix qu'il termine hors-délais.
Sagan est exclu du Tour de l'Utah 2014 au cours de la quatrième étape, une étape de montagne, pour s'être accroché à un véhicule alors qu'il avait été distancé durant la première montée du jour.
Pour la saison 2015, il suit son frère au sein de l'équipe Tinkoff-Saxo et roule pour son frère lors des Championnats de monde 2015 à Richmond . 
Pour l'année 2016, qu'il passe au sein de l'équipe Tinkoff , il termine deuxième d'une étape du Tour de Langkawi. En juin, il devient champion de Slovaquie devant son frère Peter Sagan (champion du monde 2015). En août, il signe un contrat avec l'équipe Bora-Hansgrohe, tout comme son frère Peter. Le 20 octobre 2016 , il participe au dernier Tour de son équipe : le Tour d'Abu Dhabi en compagnie d'Alberto Contador.
En 2020, il est sélectionné pour représenter son pays aux championnats d'Europe de cyclisme sur route organisés à Plouay dans le Morbihan. Il se classe quinzième de la course en ligne.
Il arrête sa carrière après la course en ligne des championnats du monde 2022 où il abandonne.

## Palmarès

### Palmarès amateur
- 2006
  - 1re étape de la Coupe du Président de la Ville de Grudziadz
  - 2e du championnat de Slovaquie sur route juniors
  - 9e du championnat du monde sur route juniors
- 2007
  - 3e étape de Košice-Tatras-Košice
- 2008
  -  Champion de Slovaquie sur route espoirs
  - 4e étape de Košice-Tatras-Košice
- 2009
  - Grand Prix Boka
  - 2e du championnat de Slovaquie sur route espoirs

### Palmarès professionnel
- 2015
  - 2e du championnat de Slovaquie sur route
- 2016
  -  Champion de Slovaquie sur route
  - 5e étape du Tour de Croatie (contre-la-montre par équipes)
- 2017
  -  Champion de Slovaquie sur route
- 2018
  - 2e du championnat de Slovaquie sur route
- 2019
  -  Champion de Slovaquie sur route
- 2020
  -  Champion de Slovaquie sur route

### Résultats sur les grands tours

#### Tour de France
1 participation
- 2017 : hors délais (9e étape)

### Classements mondiaux
| Année                                 | 2007  | 2008  | 2009 | 2010 | 2011 | 2012 | 2013 | 2014 | 2015 | 2016 | 2017 | 2018 | 2019 | 2020 | 2021  |
| ------------------------------------- | ----- | ----- | ---- | ---- | ---- | ---- | ---- | ---- | ---- | ---- | ---- | ---- | ---- | ---- | ----- |
| UCI World Tour                        |       |       |      |      | nc   | nc   | nc   | nc   | nc   | nc   | 280e | 383e |      |      |       |
| Classement mondial                    |       |       |      |      |      |      |      |      |      | 605e | 746e | 637e | 679e | 301e | 2123e |
| UCI Europe Tour                       | 1092e | 1217e | 313e | nc   |      |      |      |      |      | 499e | 742e | 408e | 501e | 249e | 1441e |
| UCI Asia Tour                         | nc    | nc    | nc   | nc   |      |      |      |      |      | 297e | nc   | nc   |      |      |       |
| UCI Africa Tour                       | nc    | nc    | 132e | nc   |      |      |      |      |      | nc   | nc   | nc   |      |      |       |
|                                       |       |       |      |      |      |      |      |      |      |      |      |      |      |      |       |
| Légende : nc = non classéSource : UCI |       |       |      |      |      |      |      |      |      |      |      |      |      |      |       |